# Cukrosnéni
A Cukrosnéni (eredeti cím: I Want Candy) 2007-ben bemutatott brit filmvígjáték Stephen Surjik rendezésében. A főbb szerepekben Tom Riley, Tom Burke és Carmen Electra látható.

## Cselekmény
Két filmfőiskolai hallgató, a produceri babérokra törő Joe és tehetséges, de gyenge idegzetű filmrendező barátja, Baggy Londonba utaznak, eladni a szerintük aranyat érő forgatókönyvüket. Azonban folyamatosan akadályokba ütköznek, mígnem egy hasonlóan kétségbeesett producer hajlandó finanszírozni filmjüket, azzal a feltétellel, ha megszerzik a sztárt, akit akar. Ez pedig nem más, mint Candy Fiveways, a világ első számú pornószínésznője. 
Végül sikerül megnyerniük maguknak Candyt, de az igazi problémák csak ezután merülnek fel, miközben a felnőtt természetet is ábrázoló, úttörő vizsgafilmjüket készítik.

## Szereplők
| Szerep             | Színész          | Magyar hang          |
| ------------------ | ---------------- | -------------------- |
| Joe                | Tom Riley        | Simonyi Balázs       |
| Baggy              | Tom Burke        | Haumann Máté         |
| Candy Fiveways     | Carmen Electra   | Peller Anna          |
| Doug               | Eddie Marsan     | Honti Molnár Gábor   |
| Lila               | Michelle Ryan    | Bogdányi Titanilla   |
| Dulberg            | Mackenzie Crook  | Csík Csaba Krisztián |
| Valerie, Joe anyja | Felicity Montagu | Vándor Éva           |
| Steven, Joe apja   | Philip Jackson   | Várkonyi András      |
| videótékás         | Jimmy Carr       |                      |
| Michael de Vere    | John Standing    |                      |

## A film készítése
Az alacsony költségvetéssel készült filmet London nyugati részén forgatták 2006. június 12-i kezdettel.